# Janice Murphy
Janice „Jan“ Gabrielle Turner OAM, nach Heirat Janice Talbot und Janice Cameron, (* 20. Februar 1947 in Sydney, New South Wales; † 30. April 2018 im Bundesstaat Queensland) war eine australische Schwimmerin. Sie gewann bei den Olympischen Spielen 1964 eine Silbermedaille und bei den British Empire and Commonwealth Games 1966 zwei Silbermedaillen und eine Bronzemedaille. Nach ihrer aktiven Laufbahn war sie jahrzehntelang als Trainerin tätig.

## Karriere
Bei den Olympischen Spielen 1964 in Tokio erreichte die australische 4-mal-100-Meter-Freistilstaffel mit Robyn Thorn, Janice Murphy, Jan Turner und Lynette Bell das Finale mit der vorlaufschnellsten Zeit. Im Endlauf schwammen Thorn, Murphy, Bell und Dawn Fraser fünf Sekunden schneller als die Vorlaufstaffel und gewannen die Silbermedaille hinter der Staffel aus den Vereinigten Staaten, die alle Schwimmerinnen gegenüber dem Vorlauf ausgetauscht hatte. Gemäß den bis 1980 gültigen Regeln erhielten Schwimmerinnen, die nur im Staffelvorlauf eingesetzt wurden, keine Medaille.
Bei den British Empire and Commonwealth Games 1966 in Kingston, Jamaika, trat Murphy in vier Wettbewerben an. Sie wurde Achte über 110 Yards Schmetterling. Über 110 Meter Freistil erkämpfte sie die Bronzemedaille hinter der Kanadierin Marion Lay und hinter Lynette Bell. Über 440 Yards Lagen wurde Murphy Zweite hinter der Kanadierin Elaine Tanner. Die australische 4-mal-110-Yards-Freistilstaffel mit Janet Steinbeck, Janice Murphy, Lynette Bell und Marion Smith schlug 0,3 Sekunden hinter den Kanadierinnen an und erhielt die Silbermedaille.
Nach dem Besuch des Rosebank Colleges schloss sie ein Studium am Lehrerkolleg in Wollongong, heute zur University of Wollongong gehörig, an und begann nebenher als Trainerin zu arbeiten. 1973 heiratete sie den Schwimmtrainer Don Talbot und arbeitete als seine Assistentin in Kanada, den Vereinigten Staaten und in Australien. !981 wurde Scott Talbot geboren, der zweimal für Neuseeland an Olympischen Spielen teilnahm. 1989 trennten sich Janice und Don Talbot. Janice Murphy heiratete dann Kevin Cameron, den Leiter der Sportabteilung beim TV-Sender Sky Limited in Neuseeland. Von 2001 bis 2011 war sie Cheftrainerin der neuseeländischen Schwimmer. 2014 kehrte sie nach Australien zurück, unterrichtete an der University of the Sunshine Coast und betreute australische Athleten und Athletinnen bei den Paralympics.
2019 wurde Janice Murphy vor allem für ihre Verdienste als Trainerin nachträglich die Medaille des Order of Australia verliehen.